# Stephen Collins
Stephen Weaver Collins, gewoonlijk aangeduid als Stephen Collins (Des Moines (Iowa), 1 oktober 1947) is een Amerikaans acteur.

## Levensloop
Collins is geboren in Des Moines als zoon van Madeleine en Cyrus Collins, een medewerker van een vliegmaatschappij. Hij is opgegroeid met zijn twee broers in Hastings-on-Hudson in Westchester County, New York. 
Collins is waarschijnlijk het meest bekend door zijn rol als dominee in de serie 7th Heaven. 

## Filmografie
- Biblioteca Nacional de España: XX1267052
- Bibliothèque nationale de France: cb141657875 (data)
- Gemeinsame Normdatei: 134881966
- International Standard Name Identifier: 0000 0001 1474 1844
- Library of Congress Control Number: n93121198
- MusicBrainz: 9223c3bd-c302-4cbc-bacc-6605537f77ef
- Nationale Bibliotheek van Tsjechië: xx0028884
- Nationale bibliotheek van Australië: 35295324
- Nationale Bibliotheek van Israël: 987007456108905171
- Nationale Bibliotheek van Polen: a0000001741334
- Nederlandse Thesaurus van Auteursnamen: 073453161
- Virtual International Authority File: 67289211
- WorldCat: E39PBJt3Wg7rcFMwfXRKM9FxjC